# Obszar ochrony ścisłej Gackie Lęgi
Gackie Lęgi – obszar ochrony ścisłej w obrębie Słowińskiego Parku Narodowego nad południowym brzegiem jeziora Łebsko. Zajmuje powierzchnię 125,60 ha. Rezerwat obejmuje miejsca lęgowe i żerowania różnych gatunków ptaków (m.in. kaczek, mew i ptaków drapieżnych) znajdujące się na nadbrzeżnych wilgotnych łąkach. Najbliższe miejscowości to Gać i Żarnowska.